# 서울산업정보학교
서울산업정보학교(서울産業情報學校)는 서울특별시 관악구 대학동에 있는 산업정보학교이다. 1970년에 서울영동초등학교 부설 영동청소년직업학교로 개교하였으며, 현재의 명칭인 서울산업정보학교는 2002년에 바뀐것이다.

## 입교 자격
서울에서 일반계 고등학교를 다니고 있는 2학년 과정 이수 예정자가 지원 가능하다.

## 학교의 학과
| - 자동차 - 항공정비 - 친환경에너지전기 - 영상미디어콘텐츠 - 인테리어디자인 | - 웹툰디자인 - 호텔외식조리 - 카페베이커리 - 미용예술 - 헤어디자인 |

## 같이 보기
- 노회찬 - 1982년 서울기계공고 부설 영등포청소년직업학교(현 서울산업정보학교)에서 전기용접기능사 2급 자격을 취득 했다.

## 참고 자료
- 서울산업정보학교 - 한국교육학술정보원 학교알리미